# Celler d'oli (Palau-saverdera)
El Celler d'oli és un edifici del municipi de Palau-saverdera (Alt Empordà) protegit com a bé cultural d'interès local.. Està situat a l'inici del nucli urbà de la població de Palau-saverdera, al costat de la carretera GI-610. Adossat a la cooperativa agrícola de la vila.

## Descripció
Es tracta d'un edifici de planta rectangular, en força mal estat de conservació. Tenia la coberta a dues vessants de teula, actualment esfondrada, i estava distribuït en una sola planta. La façana principal ha perdut el coronament però encara conserva el portal d'accés, d'arc rebaixat, i dues finestres als costats, d'arc de mig punt. Les tres obertures i el rosetó situat a la part superior, estan bastides amb maons. L'edifici presenta, adossada al costat sud, una construcció bastida amb totxos, corresponent a una ampliació posterior. L'edifici està construït amb pedra sense desbastar lligada amb morter.

## Història
El celler d'oli de Palau, va ser projectat per Cèsar Martinell i Brunet l'any 1920, després que deu palauencs impulsessin aquest projecte recolzats per la política agrària de la Mancomunitat de Catalunya. L'any 1956 la societat es va dissoldre i l'edifici va caure en desús. Avui en dia es troba en mal estat.